# Ben Rappaport
Bennett Eli "Ben" Rappaport (Arlington, 23 de março de 1986) é um ator estadunidense. Ele desempenhou o papel de Todd Dempsy na sitcom Outsourced da NBC, que foi ao ar durante o ano de 2010 e 2011.

## Filmografia

### Cinema
| Ano  | Filme               | Papel  |
| ---- | ------------------- | ------ |
| 2012 | Hope Springs        | Brad   |
| 2012 | The Brass Teapot    | Ricky  |
| 2014 | Stereotypically You | Nathan |

### Televisão
| Ano           | Série de TV    | Papel        |
| ------------- | -------------- | ------------ |
| 2010–11       | Outsourced     | Todd Dempsy  |
| 2012          | Elementary     | Dr. Cahill   |
| 2013–2016     | The Good Wife  | Carey Zepps  |
| 2015–presente | Mr. Robot      | Ollie Parker |
| 2018-presente | For the People | Seth Oliver  |